# Gare de Štúrovo
La gare de Štúrovo (en slovaque : Železničná stanica v Štúrove) dessert la ville de Štúrovo, en Slovaquie.

## Localisation
Elle se trouve à environ 30 minutes à pied à l'ouest de la ville hongroise d'Esztergom.

## Lignes desservies
La gare de Štúrovo est située sur la ligne Bratislava-Szob.